# Puná
Puná (hiszp. Isla Puná) – wyspa na Oceanie Spokojnym, leżąca u północno-zachodnich wybrzeży Ameryki Południowej. Puná należy do Ekwadoru, położona jest u jego południowych wybrzeży, w Zatoce Guayaquil, u ujścia rzeki Guayas. Powierzchnia wyspy według różnych źródeł waha się między 855 a 920 km².
W XVI wieku wyspa była bazą wypadową konkwistadorów hiszpańskich. W kwietniu 1531 odbyła się na jej powierzchni Bitwa na wyspie Puná.